# Прикампромпроект
АО «Прикампромпроект»  — проектный институт г. Ижевска . Удмуртской Республики со специализацией в области промышленного проектирования. Приоритетное направление деятельности института — разработка проектов нового строительства, реконструкции для предприятий оборонно-промышленного комплекса и ракетно-космической отрасли.

## История
19 марта 1966 года приказом министра общего машиностроения СССР Афанасьева С. А. в Ижевске для комплексной разработки проектно-сметной документации строительства автомобильного завода был образован филиал № 4 Государственного специализированного проектного института (ГСПИ-7).
В мае того же года он был переименован в Удмуртский филиал Московского института проектирования предприятий машиностроительной промышленности («Ипромашпром»).
Летом 1986 года Удмуртский филиал «Ипромашпрома» получает статус самостоятельного проектного института, ему присваивается наименование «Прикамский институт
проектирования промышленных предприятий» или «Прикампромпроект».
В 1994 году институт преобразован в открытое акционерное общество, в 2011 году — в закрытое акционерное общество.
С 2015 года — АО «Прикампромпроект»..

## Руководители
Валерьян Михайлович Сакулин. Возглавлял институт с 1966 по 1973 годы. Под его руководством спроектированы корпуса Ижевского автозавода, Воткинского машзавода, Вятско-Полянского машзавода, Воткинского завода газовой аппаратуры.
Владимир Александрович Савенков. Руководил институтом с 1973 по 1991 годы. Лауреат премии Совета Министров СССР (1981). Под его руководством институт завершил проектные работы по Ижевскому автозаводу, выполнил проектирование производств микроэлектроники Ижевского мотозавода и Ижевского радиозавода, проектные работы по программе «Энергия-Буран».
Валерий Яковлевич Фоменко. Генеральный директор института с 1992 по 2003 годы. Под его руководством выполнены проектные работы для строительства объектов по программе «Уничтожение запасов химического оружия в РФ», расположенных в Удмуртской Республике, а также по созданию инфраструктуры объектов газодобычи в Заполярье.
Владимир Александрович Семенов. Генеральный директор института в 2004-2016 гг. Принимал активное участие в реализации ряда космических программ. Почётный строитель России, Заслуженный строитель Удмуртской Республики..
Зеленин Алексей Викторович - генеральный директор АО "Прикампромпроект" с 1 января 2017 г.

## Деятельность
«Прикампромпроект» разработал свыше 2 000 проектов. В советские годы институт участвовал в государственной программе по созданию МТКС Энергия — Буран, в том числе проекта строительства монтажно-заправочного комплекса на космодроме «Байконур» с инженерной инфраструктурой для сборки и подготовки к запуску МКС «Энергия — Буран», разработке проектов строительства производственных мощностей по изготовлению и проведению испытаний блоков ракет-носителей «Энергия», «Энергия-М» и других..
За последнее десятилетие институт обеспечил своевременную разработку и реализацию проектов реконструкции и технического перевооружения предприятий ракетно-космической промышленности, находящихся в ведении Федерального космического агентства, крупнейших корпораций Алмаз-Антей, НПО машиностроения, заводов в Пермском крае, Московской, Смоленской, Самарской областях, городах Москва, Санкт-Петербург, которые участвуют в кооперации по созданию новейших видов боевой ракетной техники, и других. В настоящее время до 80% всех работ институт выполняет в рамках гособоронзаказа..

## Основные проекты
Основные проекты промышленного назначения:
Техническое перевооружение ОАО «ДКБА» по обеспечению производства специальных изделий (г. Долгопрудный);
Реконструкция гальванического производства ОАО «Ижевский радиозавод»;
Техническое перевооружение ОАО «ГОКБ «Прожектор» (г. Москва);
Техническое перевооружение механозаготовительного производства и испытательной базы для серийного производства и испытаний ОАО «Корпорация «МИТ» (г. Москва);
Реконструкция установки полунепрерывной разливки стали ЗАО «Металлургический завод «Электросталь» (г. Электросталь).
Крупномасштабная реконструкция предприятий:
ОАО «ГОЗ Обуховский завод» (г. Санкт-Петербург);
АО «Воткинский завод» (УР, г. Воткинск);
Ижевский мотозавод «Аксион-холдинг» (УР, г. Ижевск);
ОАО «Пермский завод «Машиностроитель» (г. Пермь);
ОАО «Авангард» (Смоленская обл., г. Сафоново).

## Награды
- 1981 г. — за разработку наиболее выдающихся проектов и строительство по этим проектам предприятий, зданий и сооружений институту присуждена премия Совета Министров СССР (приказ № 324 от 28.08.1981 г.).
- 1988 г. — специалисты «Прикампромпроекта», участвовавшие в проектировании объектов космодрома «Байконур», отмечены памятными значками «Строитель Байконура».
- 2013—2014 гг. — по результатам Всероссийских конкурсов на лучшую проектную, изыскательскую организацию институт вошел в список 14 крупнейших профильных организаций страны, был удостоен статуса «Элита строительного комплекса России».
- 2014 г. — Почётный знак Российского Союза строителей «Строительная слава».
- 2013—2015 гг. — «Прикампромпроект» является победителем Всероссийского конкурса «Безопасный труд и социальная ответственность».[2].

В 2016 году за большой вклад в развитие строительного комплекса, достигнутые трудовые успехи и в связи с 50-летием со дня образования АО "Прикампромпроект" объявлена Благодарность Правительства Российской Федерации.